# Þorgerðr Hǫlgabrúðr
Þorgerðr Hǫlgabrúðr (auch Torgerd Hølgebrud, zu deutsch Thorgerd, Hölgis Braut) ist eine lokale nordgermanische Göttin mit einer wahrscheinlichen Kultzentrierung in der historischen norwegischen Region Hálogaland um die Zeit des 10. Jahrhunderts der Wikingerzeit.
Die Figur der Þorgerðr Hǫlgabrúðr wird mehrmals in der Sagaliteratur erwähnt mit einem legendarisch-phantastisch, fiktionalen Charakter in der stofflichen Darstellung; zudem sind die Quellen voneinander abhängig, sodass (laut Simek) der Deutung der Figur/Gottheit aus den Details nicht allzu große Bedeutung zuzumessen ist.
Besonders erwähnt wird die Göttin im Zusammenhang mit den historischen Kämpfen des norwegischen Hákon Jarl Sigurðarson und der Seeschlacht im Hjǫrungavágr (um 986), in der er die „Jómswikinger“ besiegte. Hákon Jarl soll der Þorgerðr (und einer weiteren Göttin, ihrer Schwester Irpa) nach der Jómsvíkinga saga (Kapitel 34) seinen sieben Jahre alten Sohn als Opfer dargebracht haben, um den Sieg zu erringen. Die Göttinnen senden ein verheerendes Unwetter, in dem die Jomswikinger zugrunde gehen.
In der Færeyinga saga (Kapitel 23) findet sich eine Beschreibung der Þorgerðr als Schutzgöttin der Ladejarle und ihres Tempels. In dieser Saga tritt sie solitär auf, das heißt in der Tempelbeschreibung ohne die Irpa und ohne nach der Njáls saga (Kapitel 88) in Vergesellschaftung mit Thor und dessen Wagen. Der Tempel wird mit Glasfenstern ausgestattet beschrieben, wodurch nicht allein der hochmittelalterliche Einfluss des Sagaverfassers deutlich wird.